# Aeroporto Internacional de Kano-Mallam Aminu
O Aeroporto Internacional de Kano-Mallam Aminu (IATA: KAN, ICAO: DNKN) é um aeroporto que serve Kano, a capital do estado homônimo e a cidade mais populosa do norte da Nigéria. Leva o nome de Aminu Kano, político nigeriano de meados do século XX originalmente da cidade. O aeroporto foi inaugurado em 1936; foi uma base da Força Aérea Real até a independência da Nigéria, depois da Força Aérea Nigeriana, que usa principalmente a pista 23/05.
Os voos internos incluem Abuja e Lagos. Os voos internacionais se conectam a Beirute, Cairo e Cartum, além de Jidá durante o Haje.

## Voo 4226 da EAS Airlines
Foi um voo doméstico regular de passageiros de Kano para Lagos, na Nigéria. Em 4 de maio de 2002, a aeronave que servia a rota, um BAC One-Eleven 525FT com 69 passageiros e 8 tripulantes a bordo, caiu em Gwammaja Quarters, uma área residencial densamente povoada localizada a aproximadamente três quilômetros (1,9 milhas; 1,6 milhas náuticas) do aeroporto, e explodiu em chamas, resultando na morte de 66 passageiros e 7 tripulantes. Além disso, pelo menos 30 civis no terreno foram mortos.  Com um total de 103 mortes, o voo 4226 é o acidente de aviação mais mortal envolvendo um BAC One-Eleven.